# Сеара (футбольний клуб)
«Сеара» (порт. Ceará Sporting Club) — бразильський професіональний футбольний клуб з міста Форталези, штат Сеара. Є одним з найпопулярніших клубів на північному сході країни поряд із Віторія, «Баїя» та «Форталеза».

## Історія
2 червня 1914 клуб був заснований як Rio Branco Football Club, кольорами клубу були білий і ліловий.
У 1915 році, у свій перший день народження, клуб змінив свою назву на Ceará Sporting Club.
З 1915 по 1919 рік, Сеара був п'ять разів підряд чемпіоном Torneios Metropolitanos. У 1941 році Сеара виграв чемпіонат штату Сеара, і в тому ж році відкрили стадіон Presidente Vargas. З 1961 по 1963 року, клуб був тричі  чемпіоном штату. У 1969 році, Сеара виграв Copa Norte-Nordeste.
У 1970 році закінчився семирічний період без звання чемпіона штату. У 1971 році Сеара завершив перший в історії чемпіонат Бразилії на останньому місці. З 1975 по 1978 року, клуб чотири рази підряд виграв чемпіонат штату.
У 1985 році клуб закінчив чемпіонат на 7-му місце. Це найкращий результат команди зі штату Сеара в бразильському чемпіонаті за всю історію змагань. У 1994 році клуб грав у фіналі бразильського Кубка, де програв Ґреміу. У 1995 році, Сеара взяв участь у кубку КОНМЕБОЛ, перше міжнародне змагання клубу, ставши єдиним клубом штату Сеара у міжнародному турнірі. З 1996 по 1999 рік клуб був чотири рази чемпіоном штату.
Після 17 років відсутності, Сеара був прийнятий до вищої ліги 2010 року, після завершення Серії B на 3-му місці.

## Історія логотипу клубу
Перший логотип був першим логотипом клубу і був використаний у 1915-54.
Другий логотип був використаний в 1955-69 і був натхненний логотипом Сантоса.
Третій логотип був використаний в 1970-2003.
Четвертий є поточним логотипом команди, і був прийнятий у 2003 році. Його творцем є Адман Орландо Мота. Логотип є дещо зміненим варіантом попередньої версії. Він включає білі зірки і дату заснування.

## Досягнення
- Чемпіон штату Сеара: 43

1915, 1916, 1917, 1918, 1919, 1922, 1925, 1931, 1932, 1939, 1941, 1942, 1948, 1951, 1957, 1958, 1961, 1962, 1963, 1971, 1972, 1975, 1976, 1977, 1978, 1980, 1981, 1984, 1986, 1989, 1990, 1992, 1993, 1996, 1997, 1998, 1999, 2002, 2006, 2011, 2012, 2013, 2014
- Фінал кубку Бразилії:

1994

## Відомі гравці
- Жандерсон
- Ніколас Вішіатто